# Thuyết âm mưu chiến tranh của người Do Thái
Khái niệm về một cuộc chiến tranh của người Do Thái chống lại Đức Quốc xã là một thuyết âm mưu bài Do Thái được quảng bá trong tuyên truyền Quốc xã, trong đó khẳng định rằng người Do Thái, hoạt động như một tác nhân lịch sử, đã phát động Chiến tranh thế giới thứ hai và tìm cách hủy diệt nước Đức. Bằng cách buộc tội Chaim Weizmann, chủ tịch Tổ chức Phục quốc Do Thái gây ra cuộc chiến này vào năm 1939, Đức Quốc xã đã sử dụng tư tưởng này để biện minh cho cuộc đàn áp người Do Thái dưới sự kiểm soát của họ, với lý do rằng Holocaust chỉ là một biện pháp tự vệ. Kể từ khi Chiến tranh thế giới thứ hai kết thúc, thuyết âm mưu này đã trở nên phổ biến trong những người phủ nhận Holocaust.